# Ногинский район

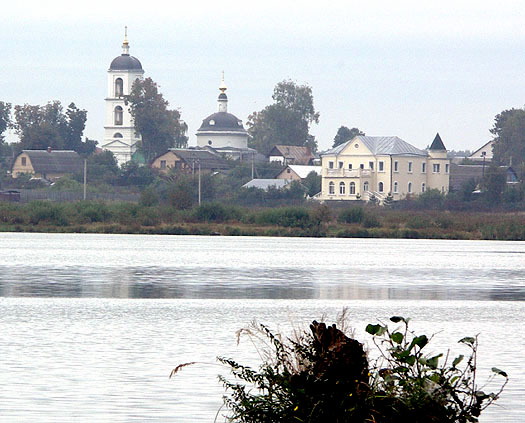
Село Бисерово на берегу Бисеровского озера

Ноги́нский райо́н — упразднённая административно-территориальная единица (район) в Московской области РСФСР и современной России (1929—2018) и одноимённое бывшее муниципальное образование (муниципальный район, 2006—2018).
Образован в 1929 году как Богородский район (в 1930 году переименован в Ногинский). Временно прекращал своё существование в 1963—1965 гг, затем восстановлен. Упразднён в 2018 году.
Ногинский муниципальный район, после вывода из его состава сельского поселения Стёпановское, законом № 68/2018-ОЗ от 23 мая 2018 года преобразован 5 июня 2018 года в Богородский городской округ (по бывшему названию города Ногинска до 1930 года).
Ногинский район упразднён 30 июня 2018 года, а вместо него образован город областного подчинения с административной территорией.
Административным центром был город Ногинск, который не входил в состав района с 1939 до 2001 гг. как город областного подчинения.

## География
Площадь района составляла 895,18 км² до 1 января 2018 года, с 1 января до 5 июня 2018 года — 811,28 км².
Район граничил с Павлово-Посадским, Раменским и Щёлковским районами, городскими округами Московской области Балашиха, Лосино-Петровский, Черноголовка, Электросталь, а также Киржачским районом Владимирской области.

## История
Образован в 1929 году как Богородский район на основе части Богородского уезда. В состав района вошли город Богородск, рабочие посёлки Обухово и Электросталь, а также следующие сельсоветы:
- из Аксёновской волости: Ботовский (селения Ботово, Старки), Стромынский
- из Васильевской волости: Бисеровский, Васильевский, Вишняковский, Есинский, Исаковский, Каменский, Колонтаевский, Кудиновский, Купавинский, Кутузовский, Михневский, Сафоновский, Тимоховский
- из Ивановской волости: Макаровский (селения Макарово и Якушево), Черноголовковский (селение Черноголовка (к нему был присоединён Якимовский (селения Афанасово 3, Якимово) с/с)))
- из Павлово-Посадской волости: Степановский
- из Пригородной волости: Авдотьинский, Аксёно-Бутырский, Афанасово-Шибановский, Балобановский, Бездедовский, Буньковский, Воскресенский, Дядькинский, Ельнинский, Жилино-Горский, Загорновский, Кабановский, Каменско-Дранишниковский, Карабановский, Мамонтовский, Молзинский, Пашуковский, Пешковский, Починковский, Рузинский, Следовский, Соколовский, Старопсарьковский, Стуловский, Тимковский, Шаловский, Щекавцевский, Ямкинский.

20 января 1930 года Богородский район был переименован в Ногинский район, а его центр Постановлением ЦИК Союза ССР от 6 марта 1930 года — в город Ногинск. 20 мая из Щёлковского района в Ногинский был передан Ивановский с/с (селения Ивановское и Котельники). 20 октября в Ногинский район был передан Боровковский с/с Киржачского района Ивановской области. 15 декабря в Ногинском районе был образован р.п. Купавна. При этом были упразднены Купавинский, Кутузовский и Михневский с/с.
30 января 1931 года Постановлением ВЦИК селение Старая Купавна отнесено к категории рабочих поселков .
3 июля 1934 года в Ногинском районе был образован р.п. Электроугли. При этом были упразднены Васильевский, Каменский и Сафоновский с/с. 27 октября был упразднён Щекавцевский с/с и образован Зубцовский с/с.
20 апреля 1935 года из Щёлковского района в Ногинский был передан Беседовский (селения Беседы и Стояново) с/с.
27 октября 1938 года был упразднён Рузинский с/с. 13 декабря р.п. Электросталь был преобразован в город районного подчинения.
17 июля 1939 года были упразднены Бездедовский, Беседский (территория (селения Беседы, Стояново) передана в Ивановский с/с), Дядькинский, Зубцовский, Кабановский, Коробановский, Макаровский (территория (селения Макарово и Якушево) передана в Ивановский с/с), Мамонтовский, Соколовский, Старопсарьковский, Стуловский и Тимоховский с/с. 14 сентября 1939 года Указом Президиума Верховного совета РСФСР города Ногинск и Электросталь отнесены к категории городов областного подчинения.
23 мая 1940 года был образован р.п. имени Воровского, из Кармолинского с/с Щёлковского района в Ивановский с/с Ногинского района было передано селение Боково. 21 августа Ивановский с/с был переименован в Макаровский (селения Беседы, Боково, Ивановское, Котельники, Макарово, Стояново и Якушево).
2 июля 1945 года был образован р.п. Монино.
14 июня 1954 года были упразднены Авдотьинский, Ботовский (территория (селения Ботово, Старки) передана в Черноголовковский с/с), Воскресенский, Есинский, Загорновский, Исаковский, Каменско-Дранишниковский, Макаровский (территория (селения Беседы, Боково, Ивановское, Котельники, Макарово, Стояново и Якушево) передана в Черноголовковский с/с), Молзинский, Пешковский, Починковский, Следовский и Шаловский с/с.
22 июня 1954 года из Пашуковского с/с в Черноголовковский было передано селение Дядькино.
2 ноября 1956 года р.п. Электроугли был преобразован в город районного подчинения.
8 августа 1957 был упразднён Колонтаевский с/с. Афанасово-Шибановский с/с был переименован в Загорновский.
3 июня 1959 года к Ногинскому району отошли город Электрогорск, р.п. Большие Дворы, а также Аверкиевский, Алексеевский, Кузнецовский, Новозагарский, Рахмановский, Степуринский, Теренинский и Улитинский с/с упразднённого Павлово-Посадского района. 8 августа были упразднены Бисеровский, Ельнинский, Жилино-Горский, Загорновский, Пашуковский и Стромынский с/с. Тимковский с/с был переименован в Мамонтовский. 5 ноября из Черноголовковского с/с в Ямкинский были переданы селения Боково и Дядькино.
31 июля 1962 года был упразднён Кузнецовский с/с. Образован Пашуковский с/с.
1 февраля 1963 года Ногинский район был упразднён. При этом город Электроугли, р.п. имени Воровского, Купавна, Монино, Обухово были переданы в подчинение городу Ногинску; город Электрогорск и р.п. Большие Дворы — в подчинение Павловскому Посаду, а все сельсоветы — в Орехово-Зуевский укрупнённый сельский район.
13 января 1965 года Ногинский район был восстановлен. В его состав вошли город Электроугли; р.п. имени Воровского, Купавна и Обухово; с/с Аксёно-Бутырский, Балобановский, Буньковский, Вишняковский, Кудиновский, Мамонтовский, Пашуковский, Степановский, Черноголовковский (селения Афанасово-3, Беседы, Ботово, Горячевка, Ивановское, Макарово, Старки, Стояново, Черноголовка и Якимово) и Ямкинский.
9 марта 1972 года был образован дачный посёлок Вишняковские Дачи. Вишняковский с/с был упразднён.
21 января 1975 года был образован п.г.т. Черноголовка. Черноголовский (селения Афанасово-3, Беседы, Ботово, Горячевка, Ивановское, Макарово, Старки, Стояново, Черноголовка и Якимово) с/с был упразднён, сельские населённые пункты бывшего сельсовета были переданы в подчинение Черноголовского поселкового совета.
3 февраля 1994 года сельсоветы были преобразованы в сельские округа.
26 апреля 1996 года п.г.т. Черноголовка был выведен из состава Ногинского района. Официально это было утверждено 31 августа 2001 года.
1 февраля 2001 года город Ногинск утратил статус города областного подчинения.
31 августа 2001 года посёлок городского типа Черноголовка Ногинского района Московской области преобразован в город Черноголовка Ногинского района Московской области (административно подчинённые селения Афанасово-3, Беседы, Ботово, Горячевка, Ивановское, Макарово, Старки, Стояново и Якимово).
10 сентября 2004 года р.п. Купавна был преобразован в город районного подчинения Старая Купавна.
10 сентября 2004 года рабочий поселок Старая Купавна преобразован в город Старая Купавна.
15 февраля 2005 года дачный поселок Вишняковские Дачи объединен с городом Электроугли.
1 мая 2008 года город районного подчинения Черноголовка Ногинского района Московской области преобразован в город областного подчинения - город Черноголовка Московской области (административно подчинённые населённые пункты Афанасово 3, Беседы, Ботово, Горячевка, Ивановское, Макарово, Старки, Стояново и Якимово).
1 января 2018 года упразднено сельское поселение Степановское.
Согласно опросу, проведенному в июле 2012 года, население города поддержало инициативу местных властей переименовать район в Богородский.
1 января 2018 года сельское поселение Стёпановское было упразднено и передано из состава Ногинского муниципального района в состав городского округа Электросталь, в связи с этим площадь Ногинского муниципального района сократилась до 81 128 га. Оставшиеся городские и сельские поселения Ногинского муниципального района законом  № 68/2018-ОЗ от 23 мая 2018 года объединены c 5 июня 2018 года в Богородский городской округ.
Ногинский район как административно-территориальная единица упразднён 30 июня 2018 года и преобразован в город областного подчинения с административной территорией.

## Население
| 1931     | 1939     | 1959     | 1970     | 1979     | 1989     | 2002     | 2005     | 2006     | 2007     |
| -------- | -------- | -------- | -------- | -------- | -------- | -------- | -------- | -------- | -------- |
| 118 891  | ↗208 912 | ↘148 324 | ↘112 920 | ↗113 819 | ↗120 847 | ↗232 674 | ↘212 000 | ↘193 625 | ↗208 800 |
| 2009     | 2010     | 2011     | 2012     | 2013     | 2014     | 2015     | 2016     | 2017     | 2018     |
| ↗209 034 | ↘203 609 | ↗207 028 | →207 028 | ↗207 886 | ↗209 147 | ↗210 541 | ↗211 536 | ↗213 350 | ↘207 324 |

## Территориальное устройство
До 2006 года Ногинский район включал 3 города районного подчинения, 2 посёлка городского типа и 8 сельских округов: Аксёно-Бутырский, Балобановский, Буньковский, Кудиновский, Мамонтовский, Пашуковский, Степановский, Ямкинский.
С 1 января 2006 года до 1 января 2018 года в Ногинский муниципальный район входило 10 муниципальных образований, в том числе: 5 городских и 5 сельских поселений; с 1 января до 5 июня 2018 года — 9 муниципальных образований, в том числе: 5 городских и 4 сельских поселения.
| №        | Муниципальное образование      | Административный центр           | Количество населённых пунктов | Население | Площадь, км2 |
| -------- | ------------------------------ | -------------------------------- | ----------------------------- | --------- | ------------ |
| 1e-06    | Городские поселения:           |                                  |                               |           |              |
| 1        | им. Воровского (до 5.6.2018)   | рабочий посёлок имени Воровского | 1                             | ↗5202     | 52,51        |
| 2        | Ногинск (до 5.6.2018)          | город Ногинск                    | 6                             | ↗104 856  | 72,45        |
| 3        | Обухово (до 5.6.2018)          | рабочий посёлок Обухово          | 2                             | ↘10 753   | 15,67        |
| 4        | Старая Купавна (до 5.6.2018)   | город Старая Купавна             | 6                             | ↗33 127   | 55,91        |
| 5        | Электроугли (до 5.6.2018)      | город Электроугли                | 7                             | ↗22 418   | 58,42        |
| 5.000002 | Сельские поселения:            |                                  |                               |           |              |
| 6        | Аксёно-Бутырское (до 5.6.2018) | деревня Аксёно-Бутырки           | 26                            | ↗8645     | 129,26       |
| 7        | Буньковское (до 5.6.2018)      | деревня Большое Буньково         | 6                             | ↗7587     | 73,66        |
| 8        | Мамонтовское (до 5.6.2018)     | село Мамонтово                   | 15                            | ↘9912     | 166,64       |
| 9        | Ямкинское (до 5.6.2018)        | село Ямкино                      | 13                            | ↗4824     | 186,76       |
| 10       | Стёпановское (до 1.1.2018)     | деревня Стёпаново                | 10                            | ↘7987     | 83,92        |

### Населённые пункты
С 1 января 2006 до 1 января 2018 гг. в составе 5 городских и 5 сельских поселений Ногинского муниципального района находились 92 населённых пункта (3 города, 2 рабочих посёлка, 13 посёлков, 10 сёл и 64 деревни):
| №  | Населённый пункт        | Тип             | Население | Бывшее муниципальное образование     |
| -- | ----------------------- | --------------- | --------- | ------------------------------------ |
| 1  | 2-й Бисеровский участок | посёлок         | ↘64       | городское поселение Электроугли      |
| 2  | Аборино                 | деревня         | ↘69       | сельское поселение Аксёно-Бутырское  |
| 3  | Авдотьино               | деревня         | ↘820      | сельское поселение Ямкинское         |
| 4  | Аксёно-Бутырки          | деревня         | ↘271      | сельское поселение Аксёно-Бутырское  |
| 5  | Алексеевка              | деревня         | ↗22       | сельское поселение Аксёно-Бутырское  |
| 6  | Афанасово-1             | деревня         | ↘10       | сельское поселение Аксёно-Бутырское  |
| 7  | Бабеево                 | деревня         | ↗114      | сельское поселение Стёпановское      |
| 8  | Балобаново              | село            | ↗722      | городское поселение Обухово          |
| 9  | Бездедово               | деревня         | ↘30       | сельское поселение Аксёно-Бутырское  |
| 10 | Белая                   | деревня         | ↗397      | сельское поселение Аксёно-Бутырское  |
| 11 | Берёзовый Мостик        | деревня         | ↗29       | сельское поселение Аксёно-Бутырское  |
| 12 | Бисерово                | село            | ↗213      | городское поселение Старая Купавна   |
| 13 | Богослово               | село            | ↗46       | сельское поселение Буньковское       |
| 14 | Боково                  | деревня         | ↗19       | сельское поселение Ямкинское         |
| 15 | Большое Буньково        | деревня         | ↗4084     | сельское поселение Буньковское       |
| 16 | Борилово                | деревня         | ↗18       | сельское поселение Аксёно-Бутырское  |
| 17 | Боровково               | деревня         | ↘366      | сельское поселение Мамонтовское      |
| 18 | Булгаково               | деревня         | ↘73       | городское поселение Электроугли      |
| 19 | Вишняково               | деревня         | ↘464      | городское поселение Электроугли      |
| 20 | Воскресенское           | село            | ↘182      | сельское поселение Ямкинское         |
| 21 | Всеволодово             | деревня         | ↗3456     | сельское поселение Стёпановское      |
| 22 | Гаврилово               | деревня         | ↗86       | сельское поселение Мамонтовское      |
| 23 | Горбуша                 | посёлок         | ↘343      | сельское поселение Аксёно-Бутырское  |
| 24 | Горки                   | деревня         | ↘497      | сельское поселение Мамонтовское      |
| 25 | Громково                | деревня         | ↗45       | сельское поселение Ямкинское         |
| 26 | Дядькино                | деревня         | ↗84       | сельское поселение Ямкинское         |
| 27 | Елизаветино             | посёлок         | ↘930      | сельское поселение Стёпановское      |
| 28 | Ельня                   | деревня         | ↗183      | сельское поселение Аксёно-Бутырское  |
| 29 | Есино                   | деревня         | ↗302      | сельское поселение Стёпановское      |
| 30 | Жилино                  | деревня         | ↗121      | сельское поселение Мамонтовское      |
| 31 | Загорново               | деревня         | ↘119      | городское поселение Ногинск          |
| 32 | Затишье                 | посёлок         | ↘127      | сельское поселение Буньковское       |
| 33 | Зелёный                 | посёлок         | ↗4066     | городское поселение Старая Купавна   |
| 34 | Зубцово                 | деревня         | ↘73       | сельское поселение Мамонтовское      |
| 35 | Иванисово               | деревня         | ↗865      | сельское поселение Стёпановское      |
| 36 | Ивашево                 | деревня         | ↗178      | сельское поселение Аксёно-Бутырское  |
| 37 | Имени Воровского        | рабочий посёлок | ↗16 398   | городское поселение имени Воровского |
| 38 | Исаково                 | деревня         | ↘368      | городское поселение Электроугли      |
| 39 | Кабаново                | деревня         | ↗50       | сельское поселение Ямкинское         |
| 40 | Калитино                | деревня         | ↘21       | сельское поселение Мамонтовское      |
| 41 | Каменки-Дранишниково    | деревня         | ↘167      | сельское поселение Аксёно-Бутырское  |
| 42 | Карабаново              | деревня         | ↘36       | сельское поселение Мамонтовское      |
| 43 | Караваево               | деревня         | ↘883      | сельское поселение Буньковское       |
| 44 | Кашино                  | деревня         | ↘11       | сельское поселение Аксёно-Бутырское  |
| 45 | Клюшниково              | деревня         | ↘105      | городское поселение Ногинск          |
| 46 | Колонтаево              | деревня         | ↘369      | сельское поселение Аксёно-Бутырское  |
| 47 | Колышкино Болото        | посёлок         | ↘84       | городское поселение Ногинск          |
| 48 | Кролики                 | деревня         | ↘0        | городское поселение Электроугли      |
| 49 | Кудиново                | село            | ↗5368     | сельское поселение Аксёно-Бутырское  |
| 50 | Мамонтово               | село            | ↘1027     | сельское поселение Мамонтовское      |
| 51 | Марьино                 | деревня         | ↗359      | городское поселение Электроугли      |
| 52 | Марьино-2               | деревня         | ↘16       | сельское поселение Аксёно-Бутырское  |
| 53 | Марьино-3               | деревня         | ↗93       | сельское поселение Ямкинское         |
| 54 | Меленки                 | деревня         | ↗10       | сельское поселение Аксёно-Бутырское  |
| 55 | Мишуково                | деревня         | ↗24       | сельское поселение Ямкинское         |
| 56 | Молзино                 | деревня         | ↗1442     | городское поселение Ногинск          |
| 57 | Новая Купавна           | деревня         | ↗844      | городское поселение Старая Купавна   |
| 58 | Ново                    | деревня         | ↗96       | сельское поселение Мамонтовское      |
| 59 | Новое Подвязново        | деревня         | ↘265      | городское поселение Ногинск          |
| 60 | Новосергиево            | село            | ↗60       | сельское поселение Мамонтовское      |
| 61 | Новостройка             | посёлок         | ↘2066     | сельское поселение Буньковское       |
| 62 | Новые Дома              | посёлок         | ↘1630     | сельское поселение Стёпановское      |
| 63 | Новые Псарьки           | деревня         | ↗88       | сельское поселение Аксёно-Бутырское  |
| 64 | Ногинск                 | город           | ↗102 392  | городское поселение Ногинск          |
| 65 | Обухово                 | рабочий посёлок | ↘8486     | городское поселение Обухово          |
| 66 | Оселок                  | деревня         | ↗35       | сельское поселение Аксёно-Бутырское  |
| 67 | Пашуково                | деревня         | ↗55       | сельское поселение Ямкинское         |
| 68 | Пешково                 | деревня         | ↗110      | сельское поселение Аксёно-Бутырское  |
| 69 | Починки                 | деревня         | ↗435      | сельское поселение Ямкинское         |
| 70 | Пушкино                 | деревня         | ↗70       | сельское поселение Стёпановское      |
| 71 | Пятково                 | деревня         | ↗65       | сельское поселение Ямкинское         |
| 72 | Радиоцентра-9           | посёлок         | ↘455      | сельское поселение Аксёно-Бутырское  |
| 73 | Рыбхоз                  | посёлок         | ↗853      | городское поселение Старая Купавна   |
| 74 | Следово                 | деревня         | ↗112      | сельское поселение Мамонтовское      |
| 75 | Случайный               | посёлок         | ↘1        | сельское поселение Стёпановское      |
| 76 | Соколово                | деревня         | ↗411      | сельское поселение Ямкинское         |
| 77 | Старая Купавна          | город           | ↗23 553   | городское поселение Старая Купавна   |
| 78 | Старые Псарьки          | деревня         | ↗149      | сельское поселение Аксёно-Бутырское  |
| 79 | Стёпаново               | деревня         | ↗138      | сельское поселение Стёпановское      |
| 80 | Стромынь                | село            | ↘5430     | сельское поселение Мамонтовское      |
| 81 | Стулово                 | деревня         | ↗226      | сельское поселение Аксёно-Бутырское  |
| 82 | Тимково                 | деревня         | ↗208      | сельское поселение Мамонтовское      |
| 83 | Тимохово                | деревня         | ↘894      | сельское поселение Аксёно-Бутырское  |
| 84 | Турбазы «Боровое»       | посёлок         | ↘300      | сельское поселение Буньковское       |
| 85 | Фрязево                 | посёлок         | ↗672      | сельское поселение Стёпановское      |
| 86 | Черепково               | деревня         | ↘49       | сельское поселение Аксёно-Бутырское  |
| 87 | Черново                 | деревня         | ↘108      | сельское поселение Мамонтовское      |
| 88 | Шульгино                | деревня         | ↘52       | сельское поселение Аксёно-Бутырское  |
| 89 | Щекавцево               | деревня         | ↘78       | сельское поселение Мамонтовское      |
| 90 | Щемилово                | деревня         | ↗875      | городское поселение Старая Купавна   |
| 91 | Электроугли             | город           | ↘17 793   | городское поселение Электроугли      |
| 92 | Ямкино                  | село            | ↗1766     | сельское поселение Ямкинское         |

С 1 января до 5 июня 2018 года после выхода сельского поселения Стёпановское в муниципальный район до его упразднения входили 82 населённых пункта.

#### Военные городки
В составе района имелись следующие военные городки:
- Ногинск-9
- в/г №41 (Воскресенское),
- в/г №1 (Ямкино),
- в/г №415 (Ивашево).
- Ногинск-5 или Всеволодово (военный городок с 1 января 2018 года в составе городского округа Электросталь).

## Общая карта
На карте указано состояние района до 1 января 2018 года.
Легенда карты:
|  | Более 100 000 жителей |
|  | 20 000—50 000 жителей |
|  | 5000—10 000 жителей   |
|  | 1000—5000 жителей     |
|  | 500—1000 жителей      |

## Экономика
Промышленные предприятия:
- «Акрихин» — производитель лекарственных средств (Старая Купавна)
- Предприятия группы «Кератон»
  - Ногинский стройфарфор — сантехника под маркой Della
  - Ногинский комбинат строительных изделий — керамогранит Estima
  - Ногинский комбинат строительных смесей — смеси Litokol
- ОАО «Лакра Синтез» — строительная химия (Старая Купавна)
- ОАО НЗТА — тракторная топливная аппаратура (Ногинск)
- Прибор — боеприпасы и оборудование пищевой промышленности (Ногинск)
- Завод № 502 — ремонт систем ПВО (Ногинск-5)
- ЗАО "Завод «Энергокабель» (Электроугли)
- ЗАО «Натуротерапия» — производитель косметических средств на основе натуральных растительных компонентов.
- ОАО «Кудиновский завод Электроугли»
- ЗАО «Кудиновский комбинат керамических изделий» — керамический кирпич
- НПО «Стройполимер» — производитель пластиковых и металлоплатиковых труб (Фрязево)
- ЗАО «Эльф-Филлинг» — производитель автохимии Kerry (Электроугли)
- НПО «Кропус» — контрольно-измерительные приборы (Ногинск)
- Караваевская картонная фабрика
- Буньковский керамический завод
- Буньковская фабрика полимерной упаковки
- Буньковский экспериментальный завод — стеклотара

Текстильные предприятия:
- ЗАО «Текстильная фирма — Купавна»
- ОАО «Красная лента»
- ОАО «Глуховский текстиль»

Сельхозпереработчики:
- Группа компаний «ОСТ» — производитель спиртных и безалкогольных напитков
- «INARCTICA» — рыбоперерабатывающий комплекс
- ОАО «Ногинский мясокомбинат»,
- ОАО «Ногинский хлебокомбинат»,
- ОАО «Ногинский хладокомбинат» — мороженое и замороженые продукты,
- ОАО «Ногинский молокозавод»,
- ОАО «Макаронная акционерная компания» — макаронные изделия и газированные напитки (Балобаново)
- Комбинат продуктов питания — продукты под маркой Золотой Петушок (Старая Купавна)
- Завод по обжарке семян подсолнечника (Буньково)
- Окраина (производитель мясной гастрономии)

Сельскохозяйственные предприятия:
- ЗАО «Ногинское»
- ОАО «Бисеровский рыбокомбинат»
- Племенной завод ПСХ «Фрязево»

Банки:
В районе функционировали филиалы ВТБ24, МАКБ «Возрождение», Сбербанка, «Элком-банка», Лето-банка, Хоум кредит.

## Образование
Среди всех районов Московской области Ногинский район являлся лидером по числу школ, в которых преподавался курс Основы православной культуры (ОПК). Так, в 2000—2001 учебном году курс ОПК преподавался в школах 43 муниципальных образований района из 48 (в остальных местные священники проводили беседы со школьниками), а также в 5 детсадах. В 2002 году предмет изучали уже в 47 школах в общей сложности около 7000 детей — более четверти всех школьников Ногинского района.
Рядом с городом Ногинском находится военно-учебный полигон МВВКУ.

## Достопримечательности
- Николо-Берлюковская пустынь